# 中國兒童中心
中国儿童中心是位於中華人民共和國北京市西城区官园的一個兒童活動中心，隶属中华全国妇女联合会，歷史可以追溯到1982年，當時成立了中国儿童少年活动中心和中国儿童发展中心。1993年，中国儿童少年活动中心和中国儿童发展中心合并为中国儿童中心。中国儿童中心占地面积8万平方米，建筑面积34960平方米，它包括科学宫、艺术宫、体育馆、教学楼、影剧厅和多种儿童游艺设施。

## 中国儿童中心剧院
中国儿童中心剧院是一個专业儿童剧院。

## 儿童探索馆
中国儿童中心老牛儿童探索馆总建筑面积约2,400平方米，展覽面积约1.800平方米。探索馆分为城市广场、开心市集、繁忙小镇、阳光之谷、科学天地、主题空间和4D影院等七个展厅。探索馆馆面向0--7岁儿童及家长开放。儿童须由18岁以上成年人陪同入馆，不接受成年人单独入馆。

## 外部連結
- 官方网站